# カンださん☆アイぽんの ネギまほラジお
カンださん☆アイぽんの ネギまほラジおは、漫画・アニメ作品である「魔法先生ネギま!」シリーズの関連番組として2004年12月から2009年2月まで途中休止期間を挟みながら、5期に渡りアニメイトTVで配信されていたインターネットラジオ番組シリーズの総称。通称「ネギラジ」。
パーソナリティは神楽坂明日菜役の神田朱未と近衛木乃香役の野中藍。
1学期から3学期までの合計3シリーズが1年間配信された後、休止期間を挟んで、魔法先生ネギま!のアニメ第2作『ネギま!?』に合わせてラジオ新シリーズ「カンださん☆アイぽんの ネギまほラジお!?(びっくりはてな)」が配信された。
さらに1年半近い休止期間を挟んで、アニメ第3作（OAD）『魔法先生ネギま!〜白き翼 ALA ALBA〜』に合わせてラジオ新シリーズ「カンださん☆アイぽんの ネギまほラジお〜ネギら部（仮）」が配信された。

## 全体の概要
- 会員制の有料ラジオとして2004年12月に放送開始される。
  - 1学期と2学期は、有料会員のみ聴取可。ただし、本放送開始前には前夜祭として非会員でも聴取できる特別版が配信された。
  - 3学期と「ネギまほラジお!?」は、本編は非会員でも聴取可。ただし、以下の特典は引き続き有料会員のみ。
  - 有料会員は、収録風景写真とおまけムービーを見ることができる。
  - 各学期の有料会員を『株主』、会員に配布される会報を『株主会報』、公開録音のイベント名称を『株主総会』（スーツ着用推奨だった）と呼称していた。
  - 各学期の入会者には特典として、ネギラジ株主会報、プレミアムCD等が配布された。
- 「ネギら部（仮）」は、有料会員制度は無くなっており、おまけムービーなども配信されない
- ネギま!のキャスト陣をほぼ毎回ゲストとして迎えていた。なお、2学期の終了までに全クラスメイト（ネギ・スプリングフィールド含む）の声優をゲストに迎え、「コンプリート」に成功した。
  - 原作者の赤松健も迎える計画があったが、結局スケジュールが合わず断念している。なお、赤松は、1学期より全て、有料会員登録して聴いているという。
- 番組内の挨拶は「ネギま!」+「いらっしゃい」から「ネギまっしゃい」、ラジオネームは「ネギま!」+「ネーム」を略した「ネギーム」。
- タイトルコールは、野中が「カンださん」と言い、神田が「アイぽんの」と続き、最後に二人で「ネギまほラジお」という掛け合いで行われる。
公開録音等イベントでは、タイトルが「カンださん☆アイぽんとみんなの（もしくはみなさんの） ネギまほラジお」となり、野中が「カンださん」、神田が「アイぽんと」、ゲストが「みんなの」と言い、最後に観客を含む一同で「ネギまほラジお」という掛け合いになる。

### 主題歌
オープニング『恋せよオトメ』
作詞：牧穂エミ/作曲：山田正人/編曲：D.R.Y/歌：神楽坂明日菜（神田朱未）&近衛木乃香（野中藍）（ネギま! 麻帆良学園中等部2-A：3学期収録）
幾度か、専用に新しくオープニングを作成しようという話はあったものの、結局作られることはなく、ずっとこの曲が使用され続けている。
エンディング『おはよう！』(「カンださん☆アイぽんの ネギまほラジお!?」のみ)
作詞：有森聡美/作曲・編曲：大川茂伸/歌：神田朱未
1学期から3学期までのエンディングでは、リスナーのリクエストに答えたネギま関係の歌（通常、ゲストにちなんだもの）が、「ネギメロ」として流された。

## 1学期から3学期までの概要
- 有料放送であることから、リスナーは「スポンサー」と呼ばれた。
- 回数は、各学期ごとに1から付けられた。前夜祭は回数なし。
- ネギま!関連ソングをパーソナリティ及びゲストが歌う「半生（はんなま）ライブ」（録音番組内の生ライブであるところから、半分生→半生）が開催された。
- 公開録音は「株主総会」と呼ばれ、その回のタイトルコールは「カンださん☆アイぽんとみんなの ネギまほラジお」となった。

## 1学期
- 2004年12月10日 前夜祭
- 2005年1月6日 - 2005年4月28日 全17回

### コーナー
（カンださん☆アイぽんの）恋の方程式
リスナーから寄せられた恋愛相談にパーソナリティーが答える、という趣旨のコーナー。しかし、神田朱未も野中藍も恋愛相談が苦手なことが発覚した。隔週で奇数回のみ。
カンださんの「あなたバッカじゃないの!!」 （隔週奇数回）
リスナーの投稿に対し、神田朱未がコーナー名ともなっている一言でバッサリ一刀両断するコーナー。名物コーナーになり3学期まで続くことになる。ごくたまに野中藍が両断することもある。
（カンださん☆アイぽんの）年齢の壁 （隔週偶数回）
年齢の壁を感じたエピソードを募集する。
ネギらいましょう （隔週偶数回）
リスナーをねぎらう。「ネギらったー!」（希に「ネギらわずー!」）と2人で言ってコーナーを〆る。
カンださんの天気予報
野中藍が今日の神田朱未を天気予報風に予想する。
アイぽんの今日の占い
神田朱未が野中藍の今日の運勢を占う。
××××、おいでやす
ゲストの演じるキャラクターが登場するミニドラマ。コーナー名の「××××」にはそのキャラクター名が木乃香の呼びかたで入る（ネギくん、裕奈さん、せっちゃん …）。コーナー紹介などでは単に「おいでやす」と呼ばれた。2学期まで継続する。
本日のおネギ
ゲストにネギ料理をふるまいご馳走しようというコーナー。しかしほとんどの回で不味い料理が出され続け、パーソナリティとゲストを苦しめた。ほぼ毎週「この番組の看板」とコーナー紹介されていた。このコーナーで生まれた料理の1つ「ネギクレープ」は、PS2版ゲームにも登場した。

### ゲスト
- 第2回：佐藤利奈（ネギ・スプリングフィールド）
- 第3回：木村まどか（明石裕奈）
- 第4回：小林ゆう（桜咲刹那）
- 第5回：山川琴美（和泉亜子）
- 第6回：桑谷夏子（綾瀬夕映）
- 第7回：堀江由衣（佐々木まき絵）
- 第8回：笹川亜矢奈（朝倉和美）
- 第9回：石毛佐和（早乙女ハルナ）
- 第10回：田中葉月（古菲）
- 第11回：相沢舞（村上夏美）
- 第12回：松岡由貴（エヴァンジェリン・A・K・マクダウェル）
- 第13回：白石涼子（長瀬楓）
- 第14回：小林美佐（那波千鶴）
- 第15回：志村由美（長谷川千雨）
- 第16回：出口茉美（釘宮円）
- 第17回（半生ライブ）：佐藤利奈（ネギ・スプリングフィールド）

### エピソード
- 第13回放送時、ゲストの白石涼子がドッキリを仕掛けるが、それを知っていた神田と野中にドッキリを仕返された。この顛末は3学期に白石が再度ゲストに来たときにも蒸し返されることになる。
- 第13回のゲストコーナーのタイトルは、3人が過去に共演していたラジオ番組『スタチャ情報発信番組 ホレぼれ。』でのあいさつにちなみ「楓さん、ほれーっす」だった。
- 第14回では「オトナの女性」対決が行われた。結果はゲストの小林美佐の圧勝。

## 2学期
- 2005年5月5日 前夜祭
- 2005年5月12日 - 2005年9月1日 全17回

### コーナー
- 隔週A: 当初偶数回、半生ライブ以降は奇数回
- 隔週B: 当初奇数回、半生ライブ以降は偶数回

予告
冒頭に神田朱未か野中藍が週替わりで内容を予告。もう一人はBGMを歌う。
朝の連続小説「カンださん」
野中藍のアドリブ(?)朗読で進行するコーナー。
アイぽんのウィークリーニュース
きゃんだあけみ（神田朱未）が野中藍のあることないことをネタにしたニュースを読む。
恋の因数分解  （隔週A）
1学期のコーナー「恋の方程式」のリニューアル。しかしやはり神田朱未、野中藍ともに恋愛相談は苦手なままだったため、それほど盛り上がらなかった。
カンださんの「あなたバッカじゃないの!!」  （隔週A）
1学期から継続。
ネギらいましょう  （隔週B）
1学期から継続。
アイノナカ癒してぼったくり、出直して一刀両断! 悩みを窓から投げスクリーム!  （隔週B）
野中藍の担当するコーナー、だったはずだが、とうとう最後まで内容すら決まらなかった。コーナー名も、リスナーから寄せられたコーナー名候補のうち、野中が気に入ったものをくっつけてどんどん長くなっていった。
××××、おいでやす
1学期から継続。
ネギマックス!
パーソナリティとゲストが様々なミニゲームで対決を行うコーナー。敗者は「恥ずかしいポーズ」を取らされる。写真や動画での公開はされなかった。
次のゲームは反響がよかったのか複数回なされた。
「カードde班分け」 2-Aクラスメートのカードを使ったポーカー。たとえば、「図書館探検部」でスリーカードなど。
「アデアット! ネギ先生来たれ!」 原作コミックスの1ページを開き、ネギ先生の登場コマ数を競う。
他に、クロネギ危機一髪、2-Aビンゴ、ペアンペアン神経衰弱、イントロクイズ（最終回）など。
最終回に野中藍が負け越してしまい、その罰ゲームとして3学期第3回に父兄呼出しを受けることになった。

### ゲスト
- 第1回：佐久間未帆（龍宮真名）
- 第2回：大前茜（椎名桜子）
- 第3回：伊藤静（柿崎美砂）
- 第4回：井ノ上ナオミ（四葉五月）
- 第5回：白鳥由里（相坂さよ）
- 第6回：大沢千秋（超鈴音）
- 第7回（公開録音）：門脇舞（葉加瀬聡美）
- 第8回（公開録音）：渡辺明乃（絡繰茶々丸）
- 第9回：山本杏美（大河内アキラ）
- 第10回：皆川純子（雪広あやか）
- 第11回（半生ライブ）：佐藤利奈（ネギ・スプリングフィールド）
- 第12回：猪口有佳（ザジ・レイニーデイ）
- 第13回：能登麻美子（宮崎のどか）
- 第14回：狩野茉莉（鳴滝史伽）
- 第15回：こやまきみこ（鳴滝風香）
- 第16回：板東愛（春日美空）

### エピソード
- 第13回は、Kフェス出演時の楽屋で収録。この回のゲストだった能登麻美子と「癒し」対決を行うが、結果は能登の圧勝に終わる。

## 3学期
- 2005年9月8日 - 2005年9月29日 特別先行配信全4回
- 2005年10月6日 - 2006年1月26日 全17回

### コーナー
なりきリクエスト
リスナーからリクエストされたキャラクターでオープニングトークを行う。キャラクター例は「メイドさん」や「バスガイド」、「大奥」等があった。このコーナーの最初に、野中藍がドラゴンクエストで使われる効果音（レベルアップの音など）を言い、それを神田朱未が何の効果音か当てるというものがあったが、大人の事情で途中からカットになった。コーナー名は「なりきり」+「リクエスト」から。
アイイロの詩集 （隔週）
野中藍が詩を読み上げるコーナー。詩のタイトルは前週の「アケイロの詩集」で神田朱未が決める。
アケイロの詩集 （隔週）
神田朱未が詩を読み上げるコーナー。詩のタイトルは前週の「アイイロの詩集」で野中藍が決める
おまネギにあずかりまして
ゲストの演じるキャラクターが登場するミニドラマコーナー。
真のフツオタ （不定期）
「おお普通だぁ」とリアクションするような、本当に普通のお便りを募集するコーナー。
恋の微分積分 （不定期）
2学期の「恋の因数分解」のリニューアル。恋愛映画などによくある「ベタなシチュエーション」について皆で話し合うコーナー。
わずかな勇気 （不定期）
リスナーの頑張った「ちょっといい話」を発表するコーナー。
ソボクな疑問 （不定期）
リスナーからの質問に答えるコーナー。
週刊少年ネギまガジン （不定期）
リスナーの考えたネギま!の嘘予告を発表する。
アイぽんは○○型 （不定期）
ネギま用語であいうえお作文を募集。2学期最終回の単発企画がコーナー化。
プリーズ プレミアムCD （不定期）
スポンサー(有料会員リスナー)へ送る特典CDの案を募集。
みんなからのCM （不定期）
リスナーからCMを募集。
麻帆良学園にようこそ
連続ミニドラマ。2学期までの「おいでやす」とは異なり、全回を通じて連続する物語となった。なお、ゲストが来ているときは、そのゲストの演じるキャラクターがドラマに登場した。
麻帆大部（まほだいぶ）
女子大生としてキャンパスライフをエンジョイするための情報を募集。
教えてほしいぞぉ、師匠（マスター）
パーソナリティの2人が、麻帆良大学の学生としてリスナーから指示されたお題を実行するコーナー。ゲストが来ているときは、そのゲストが師匠（マスター）となる。
ネギまからヒトコマ、そして4コマ、略して『まママ』
リスナーから送られた演じて欲しい漫画の場面をパーソナリティ2人とゲストが声を当て演じる。

### ゲスト
ゲストの出演が後半のみ（「おいでやす」以降）だった1、2学期と異なり、ゲストはほぼ全編に出演した。
- 第3回：山本杏美（大河内アキラ）
- 第4回：笹川亜矢奈（朝倉和美）
- 第5回：伊藤静（柿崎美砂）
- 第6回：小林ゆう（桜咲刹那）
- 第8回：木村まどか（明石裕奈）
- 第9回：山川琴美（和泉亜子）
- 第10回：板東愛（春日美空）
- 第11回：石毛佐和（早乙女ハルナ）
- 第12回：志村由美（長谷川千雨）
- 第13回（半生ライブ）：佐藤利奈（ネギ・スプリングフィールド）、笹川亜矢奈（朝倉和美）、伊藤静（柿崎美砂）、小林ゆう（桜咲刹那）
- 第14回（半生ライブ）：佐藤利奈（ネギ・スプリングフィールド）、笹川亜矢奈（朝倉和美）、伊藤静（柿崎美砂）、小林ゆう（桜咲刹那）
- 第15回：白石涼子（長瀬楓）
- 第16回（公開録音）：佐藤利奈（ネギ・スプリングフィールド）、小林ゆう（桜咲刹那）
- 第17回（公開録音）：松岡由貴（エヴァンジェリン・A・K・マクダウェル）

### エピソード
- 第3回には、2学期の対決コーナー「ネギマックス」の罰ゲームとして、野中藍の実母が電話で登場した。
- 第12回は、通常は「なりきリクエスト」で始まるところをコーナー休止し、冒頭からゲスト志村由美の演じるちうが登場し「カンださん☆アイぽんの ネギまほラジお 今回だけちうちうラジお」として始まった。
- 半生ライブは「朱・藍歌合戦」と称して、年末年始を挟んだ前後編となった。

## カンださん☆アイぽんの ネギまほラジお ガイダンス
新シリーズ（この段階ではタイトル未定）配信に先駆けて、前シリーズを振り返る内容。2006年7月6日 - 8月24日（隔週）、全4回。
ゲストはなし。時間は十数分と、レギュラー回に比べ短め。
ガイダンス内では、新シリーズのタイトルは、半ばネタとしてではあるが「カンださん☆アイぽんの ネギまほラジお8（エイト）」と決定された。「2」でないのは、「2」はヒットしないというジンクスを避けるため。

## カンださん☆アイぽんの ネギまほラジお!?
カンださん☆アイぽんの ネギまほラジお!?（- びっくりはてな）は、アニメ第2期シリーズ『ネギま!?』の関連番組として配信。2006年9月28日 - 2007年3月29日、全27回。
ガイダンスの段階では1年間の配信予定だったが「諸事情により」6ヶ月に変更になった。
前シリーズ3学期と同様にラジオ本編は無料で聴取でき、有料会員には収録風景写真・おまけムービー視聴やオリジナルCD等が特典として付く。
リスナーの扱いは、前シリーズの「スポンサー」から、「まほラジ学園の生徒」となった。神田朱未と野中藍は「まほラジ学園放送部」。

### コーナー
今日の予告
本編冒頭で、「さて、今回のネギまほラジお!?は…」で始まるショートドラマ。リスナーからの投稿を元に構成され、基本的にゲストがいるときはゲストの演じるキャラを中心に展開する。ただし、予告としてはデタラメ。
学級会!?（というタイトルのふつおたのコーナー）[冬休み期間中は 冬休み!?（というタイトルのふつおたのコーナー）]
ふつおたのコーナー。このコーナー内では以下のコーナーも行われた。
班分け（ミニコーナー）
3-Aの声優（ネギ含む）を勝手に班分けする。キャラクターで分ける場合と声優で分ける場合がある。第17回からの新コーナー。
三者面談 [ゲストが2人の時は 四者面談]
ゲストを加えた3人（または4人）が、ゲストのキャラについて話し合うコーナー。このコーナー内では以下のコーナーも行われた。
進路相談
キャラの将来の進路を考える。
まギネ!?（ミニコーナー）
そのキャラが絶対言わないような台詞をリスナーから募集し、実際に演じてみるコーナー。
学園行事のコーナー
「まほラジ学園」の学校行事をする。たとえば、10月は「体育祭」として、藍組・朱組・ゲスト組でポイントを積算し、ポイント最下位は罰ゲームをやらされた。神田朱未・野中藍の「貫禄チーム」とゲストの「フレッシュチーム」での対決もあった。

#### 途中で終了したコーナー
○○測定
パーソナリティとゲストの体のどこかを実際に測定し、発表する。ただし、どこを測ったかについては秘密。コーナー名の読みは「まるまるそくてい」。
ネギラジお体操
番組独自の体操を作り、最終的には公開録音のときに発表することを目的とする。
カンださんとツンデレ講座!?
ゲストがツンデレの女王カンださんからツンの王道を学び、カンださんがゲストからデレを学ぶ。実際は、第1回でコーナー紹介がされたのみ。

### ゲスト
- 第3,27回：佐藤利奈（ネギ・スプリングフィールド）
- 第4回：大前茜（椎名桜子）
- 第5回：猪口有佳（ザジ・レイニーデイ）
- 第6回：松岡由貴（エヴァンジェリン・A・K・マクダウェル）
- 第7回：木村まどか（明石裕奈）
- 第8回：浅倉杏美（大河内アキラ）
- 第9回：小林美佐（那波千鶴）
- 第10回：相沢舞（村上夏美）
- 第11回：板東愛（春日美空）
- 第12回：笹川亜矢奈（朝倉和美）
- 第13回：小林ゆう（桜咲刹那）
- 第14回：皆川純子（雪広あやか）
- 第15回：白石涼子（長瀬 楓）、出口茉美（釘宮 円）
- 第16回：志村由美（長谷川千雨）、高本めぐみ（超 鈴音(2代目)）
- 第17回：井ノ上ナオミ（四葉五月）
- 第18回：こやまきみこ（鳴滝風香）、狩野茉莉（鳴滝史伽）
- 第19回：佐久間未帆（龍宮真名）
- 第20回：Hazuki（古菲）
- 第21回：山川琴美（和泉亜子）
- 第22回：石毛佐和（早乙女ハルナ）
- 第23回：白鳥由里（相坂さよ）
- 第24回：桑谷夏子（綾瀬夕映）
- 第26回：門脇舞以（葉加瀬聡美）

### エピソード
- 第12回では、「学園行事のコーナー」内で、野中藍とゲストの笹川亜矢奈が、「机の下でしか活動しない」ユニットを結成し、神田朱未により「ピポポタマス」と命名された。のちに「班分け」コーナーの誕生につながった。
- 第25回では、ゲストを呼ばず、コーナーの多くも休止し、3月3日に開かれたイベント「ネギま!? Princess Festival」に関するトークと、感想メールが読まれた。
- 第27回では、「学級会 そして 学園行事のコーナー」として番組を振り返った。

## カンださん☆アイぽんの ネギまほラジお〜ネギら部（仮）
カンださん☆アイぽんの ネギまほラジお〜ネギら部（仮）は、アニメOADシリーズ『魔法先生ネギま!〜白き翼 ALA ALBA〜』の関連番組として配信。2008年8月8日より配信を開始した。第2回目は一ヵ月後の2008年9月19日だったが、第3回は再三延期を繰り返し約三ヵ月後の2008年12月12日に更新、そして約二ヵ月後の2009年2月20日配信の第4回で最終回となった。
「（仮）」とついているが、正式名称である（「ネギま部（仮）」から来ている）。
今回は、有料会員制度は設けていなかった。さらに不定期配信となった。

### コーナー
ふつおた
ハッピー☆マテリアイドル リターン
野中藍が、改めてアイドルになるために必要なものを募集。
輝く（30代の）君へ
神田朱未が、30歳を迎えた時の予想図を募集。
ネギら部修行中（仮）！
二人（とゲスト）が、「ネギま部（仮）」のピンバッジを得るための修行を募集。
半生ライブ
木村まどかを招いた最終回のみ

### ゲスト
- #2 小林ゆう
- #3 白石涼子
- #4 木村まどか

## CD
魔法先生ネギま!DJCD「カンださん☆アイぽんのネギまほラジお」 Vol.1
第1期総集編CD。2枚組。2005年12月21日発売。
魔法先生ネギま!DJCD「カンださん☆アイぽんのネギまほラジお」 Vol.2
第2期総集編CD。2枚組。2006年2月22日発売。
魔法先生ネギま!DJCD「カンださん☆アイぽんのネギまほラジお」 SP1
修学旅行編（新録版）、2006年4月26日発売。
ネギま!?DJCD Vol.1「カンださん☆アイぽんのネギまほラジお!? 総集編part1」
「ネギまほラジお!?」総集編その1。2枚組。2007年3月28日発売。
ネギま!? DJCD SP1「カンださん☆アイぽんのネギまほラジお!? スペシャル1」
新録版、2007年4月25日発売。
ネギま!? DJCD Vol.2「カンださん☆アイぽんのネギまほラジお!? 総集編part2」
「ネギまほラジお!?」総集編その2。2007年6月27日発売。
ネギま!? DJCD SP2 「カンださん☆アイぽんのネギまほラジお!? スペシャル2」
2007年5月20日に行われたイベントの模様を収録。2007年8月22日発売。

### 非売品
以下は各種特典で非売品のため、入手は困難。
「カンださん☆アイぽんのネギまほラジお」1学期プレミアムCD
1学期の有料会員に送付された。ゲスト出演：佐藤利奈（ネギ・スプリングフィールド）、小林ゆう（桜咲刹那）、桑谷夏子（綾瀬夕映）
「カンださん☆アイぽんのネギまほラジお」2学期プレミアムCD
2学期の有料会員に送付された。ゲスト出演：佐藤利奈（ネギ・スプリングフィールド）、伊藤静（柿崎美砂）、山本杏美（大河内アキラ）
「カンださん☆アイぽんのネギまほラジお」3学期プレミアムCD
3学期の有料会員に送付された。ゲスト出演：佐藤利奈（ネギ・スプリングフィールド）、小林ゆう（桜咲刹那）、松岡由貴（Evangeline.A.K.McDowell）
「カンださん☆アイぽんのネギまほラジお」バラエティCD
アニメイト店頭またはアニメイトTV通販でテレビアニメ魔法先生ネギま!（第1期）のDVDを全巻購入（店頭の場合、すべて同じ店舗であることが条件）の特典。ゲスト出演：佐藤利奈（ネギ・スプリングフィールド）、小林ゆう（桜咲刹那）
「カンださん☆アイぽんのネギまほラジお!?」超プレミアムCD
「ネギまほラジお!?」の有料会員に送付された。2枚組となっている。ゲスト出演：佐藤利奈（ネギ・スプリングフィールド。※ DISC-2のみ）、笹川亜矢奈（朝倉和美）、出口茉美（釘宮円）、志村由美（長谷川千雨）

## DVD
「ネギまほラジお!?」関連では、スピンアウトという触れ込みでDVDも製作された。なお、表ジャケットは、アニメネギま!?のイラスト（明日菜・木乃香）となっており、裏面に「このDVDにはネギま!?のアニメは収録されておりません」という注意書きが書かれている。
ネギま!? 「Webラジオ カンださん☆アイぽんの ネギまほラジお!? ファンディスクDVD カンださん☆アイぽんのネギまほビデお!?」 第1巻
2007年7月25日発売。2007年5月20日に行われたイベントの模様も収録された。
ネギま!? 「Webラジオ カンださん☆アイぽんの ネギまほラジお!? ファンディスクDVD カンださん☆アイぽんのネギまほビデお!?」 第2巻
2007年9月26日発売。